# 模块化写作
模块化写作（英文：Topic-based authoring 或 Topic-based writing）是一种以主题（英文：Topic）为模块进行内容创作的写作方式，是编写各类技术文档是最常用的方式之一。这种写作方式与当前线性的写作方式形成鲜明的对比，各个不同的主题模块会根据不同的内容来自由组合或重用，每个主题是一个独立的内容模块，包含标题和内容（有时可以只有标题）向读者提供一段完整的信息。各个主题之间可以互相嵌套，也可以独立存在。根据结构化资讯标准促进组织（OASIS）发布的达尔文信息类型架构（DITA）规范，主题可以分为概念、任务、参考、术语表和故障排查五种类型。模块化写作在技术出版和技术文档领域很受欢迎，因为它特别适用于技术文档。模块化写作通常使用基于 XML 语言的编辑工具来创作内容模块。作者可以使用内容管理系统来存储这些内容模块，并根据需求对内容模块进行嵌套和组合，以此来生成不同的文档或其他形式的信息产品。。
目前，全球范围内最通行的模块化写作标准是由结构化资讯标准促进组织（OASIS）发布的达尔文信息类型架构（DITA）规范。达尔文信息类型架构是一种旨在帮助作者创建模块化内容的标准，该标准由结构化资讯标准促进组织的 DITA 技术委员会创建并维护。